# Géovreisset

Géovreisset este o comună în departamentul Ain din estul Franței.